# Jinchuan (socken i Kina)
Jinchuan (kinesiska: 金川, 金川乡) är en socken i Kina. Den ligger i provinsen Heilongjiang, i den nordöstra delen av landet, omkring 590 kilometer nordost om provinshuvudstaden Harbin. Antalet invånare är 3 273. Befolkningen består av 1 555 kvinnor och 1 718 män. Barn under 15 år utgör 18,0 %, vuxna 15-64 år 77 %, och äldre över 65 år 3,0 %.
Genomsnittlig årsnederbörd är 960 millimeter. Den regnigaste månaden är juli, med i genomsnitt 194 mm nederbörd, och den torraste är januari, med 14 mm nederbörd.